# Palacio de Khudáyár Khán
El Palacio de Khudayar Khan, conocido como la Perla de Kokand, fue el palacio del último gobernante del Kanato de Kokand, Khudayar Khan. Es la atracción turística más visitada del valle de Ferganá en Uzbekistán.

## Historia
El Palacio de Khudayar Khan, también conocido como Kokand Urda, fue construido a principios de la década de 1870. Era el último de una serie de siete palacios, cada uno más grandioso que el anterior, y estaba destinado a proyectar el poder del khan. El arquitecto fue Mir Ubaydullo y se dice que el palacio fue construido por 80 maestros constructores y 16.000 trabajadores reclutados. El diplomático estadounidense Eugene Schuyler describió el palacio como "mucho más grande y magnífico que cualquier otro en Asia Central... brillando con todo el brillo de sus frescos azulejos, azules, amarillos y verdes".

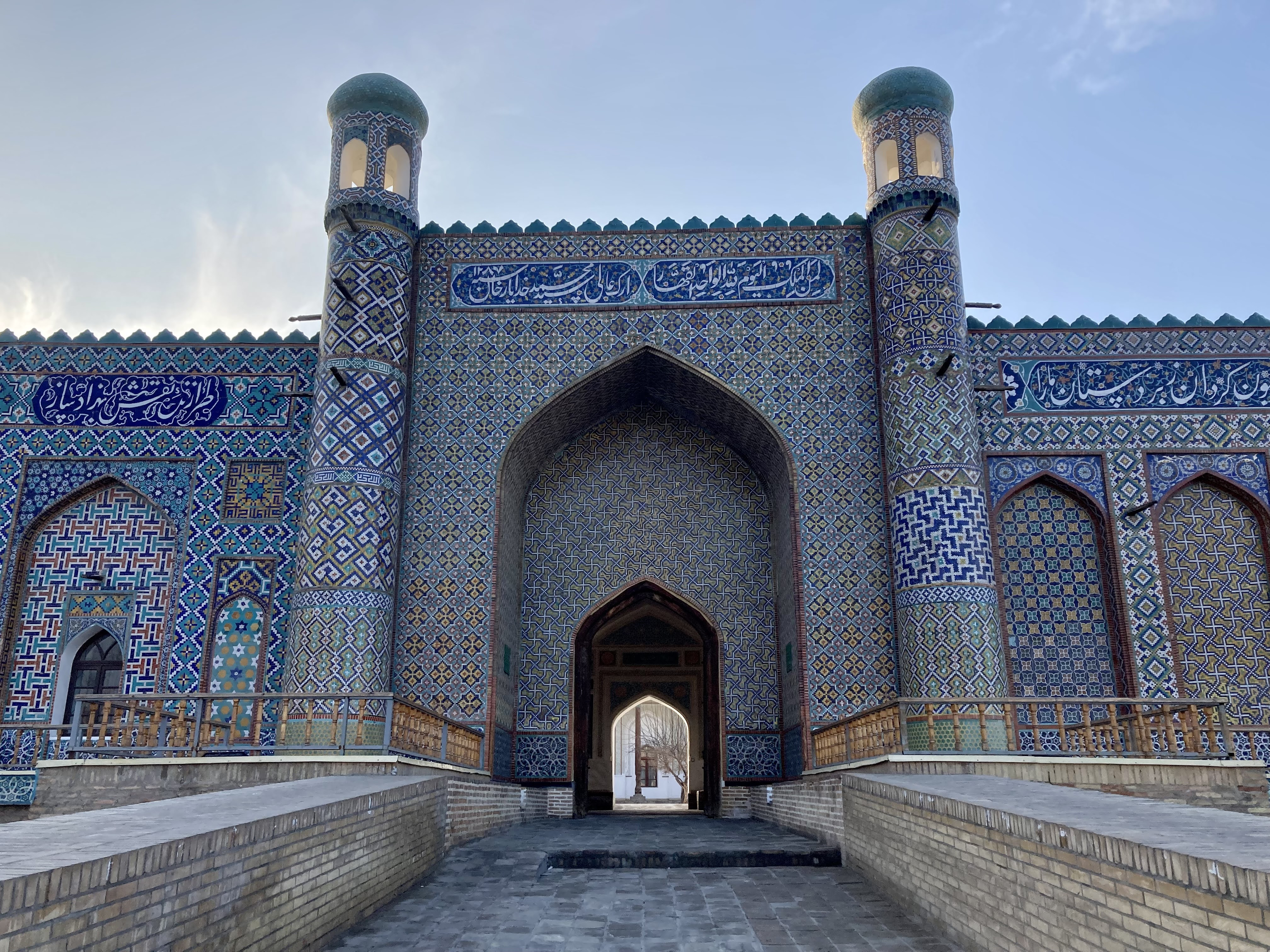
La entrada a Khudayar Khan

Durante la Conquista rusa de Asia Central, las tropas zaristas se apoderaron y liquidaron el kanato de Kokand, convirtiéndolo en un estado vasallo. Khudayar Khan inicialmente adoptó una postura prorrusa, pero se vio obligado a exiliarse, dejando atrás su palacio. La propiedad fue saqueada.
Durante la Revolución Bolchevique, Kokand y de 1917 a 1918 tuvieron un Gobierno Provisional antibolchevique. Cuando los bolcheviques tomaron el control de la ciudad en 1918, demolieron la mayor parte del palacio, incluido todo el harén, dejando sólo 19 habitaciones originales de casi 120.

## Descripción

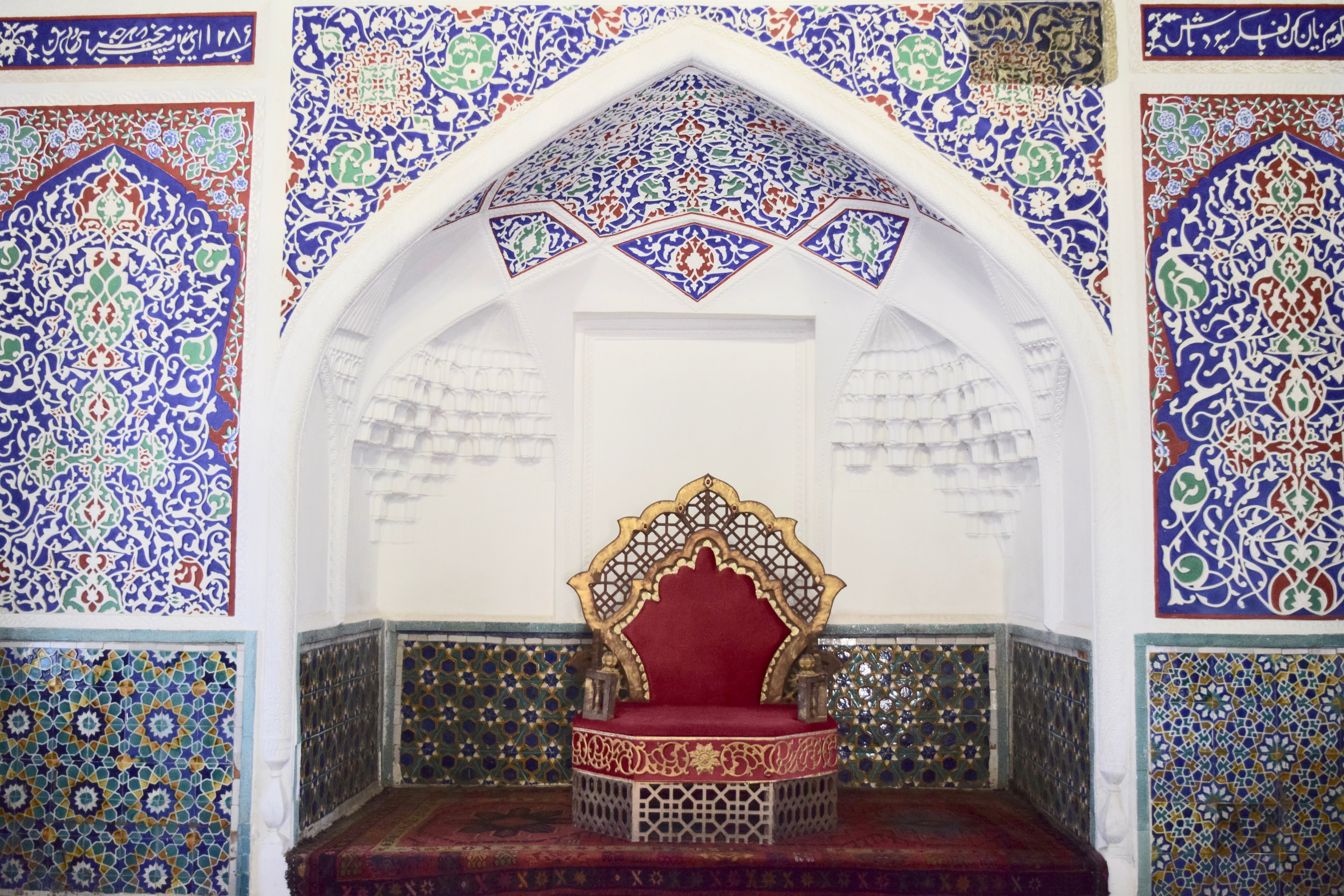
Réplica del trono del palacio Khudayar Khan

El palacio se encuentra rodeado de jardines paisajísticos en el centro de Kokand. El terreno total es de cuatro hectáreas y el edificio original tenía 138 m de largo y 68 m de ancho. La entrada principal está a 5 m sobre el nivel del suelo y se accede a través de una rampa.

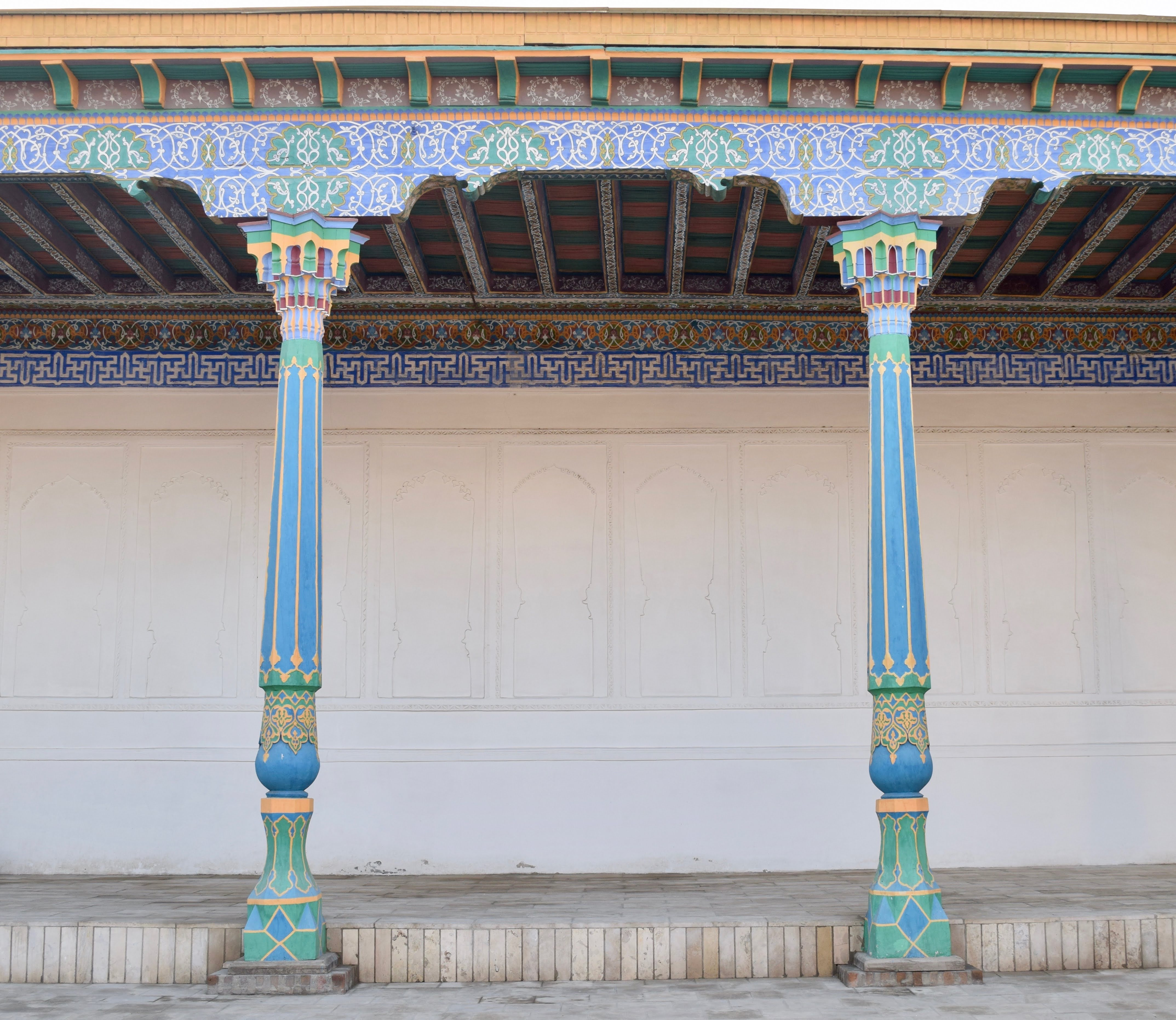
Palacio Khudayar Khan

Toda la fachada está rica en azulejos, con una mezcla de patrones geométricos e inscripciones. Sobre la puerta de entrada, una inscripción árabe dice “Palacio Alto de Seid Muhammad Khudayar Khan”. El uso de amarillo y verde en la combinación de colores hace que este edificio sea distinto (y lo fecha más tarde) que los monumentos, en su mayoría azules y turquesas, que se encuentran en otras partes de Uzbekistán.

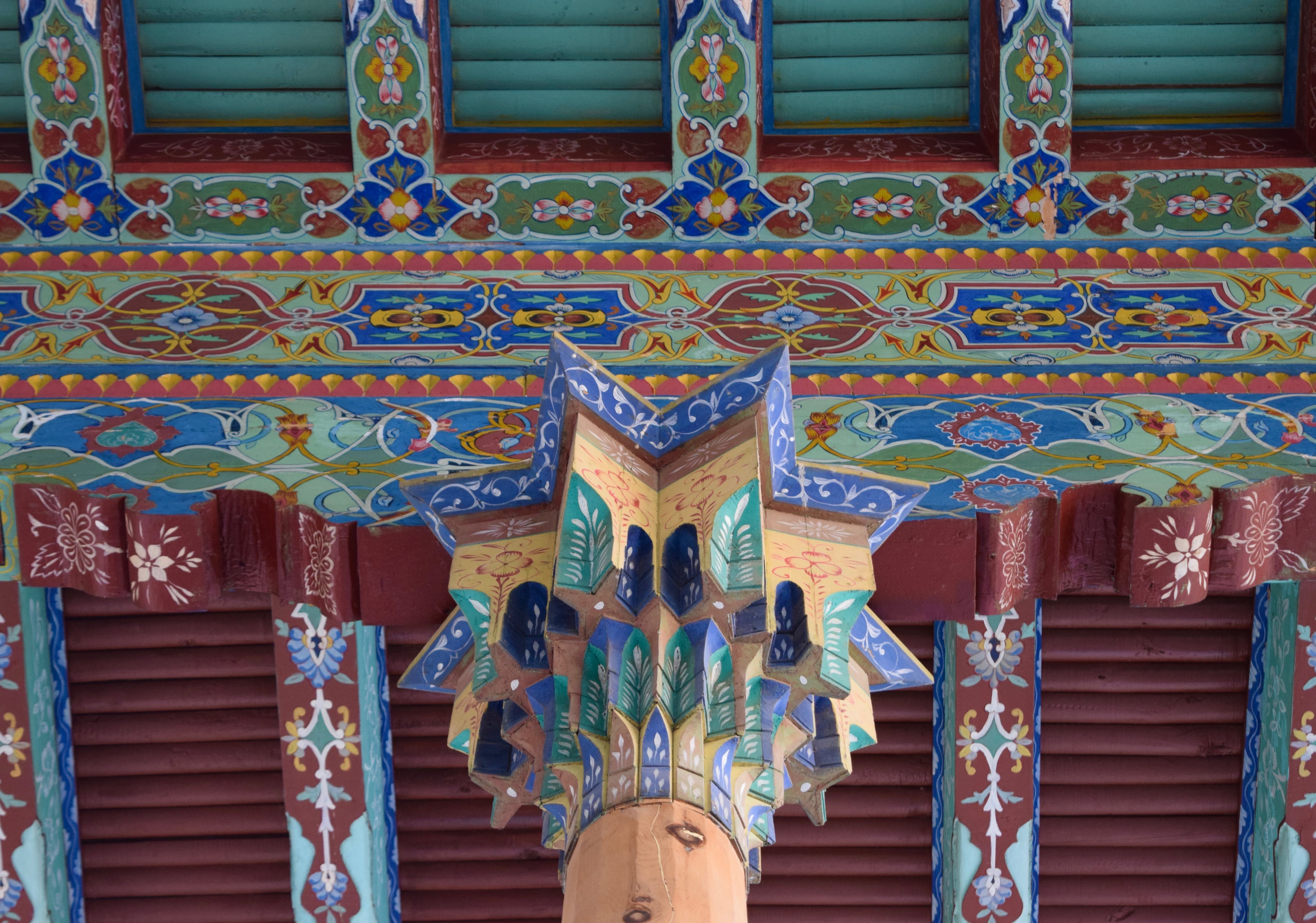
Techo del Palacio Khudayar Khan

Originalmente, el palacio tenía siete patios y 114 (o, según algunas fuentes, 119) habitaciones. De estos espacios originales sobreviven 5 patios y 19 habitaciones. Muchos de los interiores han sido restaurados y hay ejemplos particularmente bellos de tallas en madera, techos con paneles y pintados y pinturas murales. La sala del trono restaurada tiene una réplica del trono en el que los visitantes pueden sentarse. El trono original de Khudayar Khan se encuentra ahora en el Museo del Hermitage en San Petersburgo, Rusia.

## Construcción
Construida por dieciséis mil trabajadores reclutados o esclavizados que utilizaron mil carros para transportar materiales, los ochenta maestros constructores diseñaron y construyeron una estructura ornamentada de colores variados y ricos ornamentos con patrones geométricos, arabescos y motivos florales, todos hechos con azulejos de cerámica y basados en cuentos del Oriente.

## Uso actual
Hoy el palacio es un monumento nacional y un museo. Está abierto al público y se ofrecen visitas guiadas. El palacio también se utiliza como sede de muchos de los festivales y eventos de Kokand, incluido el Festival Internacional de Artesanos cada dos años.